# Sphyrospermum
Sphyrospermum je rod rostlin z čeledi vřesovcovité. Jsou to epifytické nebo pozemní keře s převislými větévkami a drobnými, silně kožovitými listy s nenápadnou, od báze vícežilnou žilnatinou. Květy jsou drobné, 
čtyř nebo pětičetné, na tenkých stopkách, uspořádané ve svazečcích nebo řidčeji jednotlivé. Kališní cípy jsou krátké nebo dlouhé. Koruna je zvonkovitá, válcovitá nebo nálevkovitá. Tyčinek je 4 nebo 5 (řidčeji až 10) a dosahují asi do 3/4 délky koruny. Plodem je bílá, růžová nebo purpurová bobule.
Rod zahrnuje 21 druhů. Je rozšířen v tropické Americe od jižního Mexika po Brazílii a Bolívii.
Rod Sphyrospermum je v rámci čeledi Ericaceae řazen do podčeledi Vaccinioideae a tribu Vaccinieae.
Některé druhy (Sphyrospermum buxifolium, S. ellipticum) jsou občas pro zajímavý vzhled pěstovány ve sklenících botanických zahrad.